# Nim nadejdzie lato
Nim nadejdzie lato (Der Himmel kennt keine Günstlinge) – powieść Ericha Marii Remarque'a z 1961 roku, opowiadająca historię miłości ludzi, dla których śmierć staje się pewnego rodzaju celem samym w sobie. 
Na podstawie tej powieści Sydney Pollack zrealizował w 1977 r. film Bobby Deerfield z Alem Pacino i Marthe Keller w rolach głównych.

## Główni bohaterowie
- Clerfayt – kierowca rajdowy u kresu kariery
- Lillian Dunkerque – młoda, chora na gruźlicę pensjonariuszka sanatorium, pochodzenia belgijskiego
- Boris Wołkow – Rosjanin, przyjaciel i miłość Lillian
- Hollmann – przyjaciel Clerfayta, przebywa wraz z miss Dunkerque w sanatorium Bella Vista w Szwajcarii

## Fabuła
Temat wyścigów samochodowych - jednej z pasji Ericha Marii Remarque’a - odgrywa w "Nim nadejdzie lato" rolę równie istotną, jak w "Przystanku na horyzoncie". W tej jednak powieści bohaterowie mają za sobą traumatyczne przeżycia drugiej wojny światowej. On - zblazowany były uciekinier z obozu, zbliżający się do końca kariery kierowca wyścigowy. Ona - nieuleczalnie chora, piękna, dużo od niego młodsza pensjonariuszka położonego wysoko w górach sanatorium. Choć nie szukają już miłości, odnajdują ją w sobie - uczucie powoli rozpala się między nimi, łakną siebie, uciekają przed sobą i przyszłością, wracają. Czasu mają tak niewiele, nim nadejdzie lato...